# Jane Lindskold
Jane M. Lindskold (ur. 15 września 1962) jest amerykańską pisarką fantasy i s-f. Najstarsza z czwórki dzieci prawnika Johna E. Lindskold oraz adwokat Barbary DiSalle Lindskold. Jej rodzeństwo to Ann M. Lindskold Nalley, Graydon M. Lindskold, oraz Susan M. Lindskold Speer. Wychowywała się w Waszyngtonie i Chesapeake Bay. Studiowała w Fordham, gdzie uzyskała doktorat ze średniowiecznej, renesansowej i współczesnej literatury brytyjskiej.
Z pomocą swojego przyjaciela Rogera Zelazny’ego, zaczęła publikować swoje opowiadania w 1992 roku, oraz opublikowała swoją pierwszą powieść Brother to Dragons, Companion to Owls w grudniu 1994 roku. Dokończyła dwie powieści Rogera Zelazny’ego – na jego prośbę – po jego śmierci w 1995.
Obecnie Lindskold mieszka w Albuquerque w Nowym Meksyku z mężem, archeologiem Jimem Moore.

### The Firekeeper Saga
- Through Wolf’s Eyes (2001)
- Wolf’s Head, Wolf’s Heart (2002)
- The Dragon of Despair (2003)
- Wolf Captured (2004)
- Wolf Hunting (2006)
- Wolf’s Blood (2007)
- Wolf’s Search (2019)

### The Athanor
- Changer (1998)
- Legends Walking (1999)

### The Land of Smoke and Sacrifice
- Thirteen Orphans (2008)
- Nine Gates (2009)
- Five Odd Honors (2010)

#### Artemis
- Artemis Awakening (2014)
- Artemis Invaded (2015)

### Inne powieści
- Brother to Dragons, Companion to Owls (1994)
- Marks of Our Brothers (1995)
- The Pipes of Orpheus (1995)
- Smoke and Mirrors (1996)
- When the Gods are Silent (1997)
- Donnerjack (1997) razem z Rogerem Zelazny
- Lord Demon (1999) razem z Rogerem Zelazny
- The Buried Pyramid (2004)
- Child of a Rainless Year (2005)
- Asphodel (2018)

### Opowiadania
- Noh Cat Afternoon in Catfantastic IV (1996)
- Queen’s Gambit in Światy Honor (1999)
- Promised Land in W służbie miecza (2003)